# Mahmud de Gazni
Mahmud de Gazni (2 de noviembre de 971-30 de abril de 1030) fue un gobernante afgano del Imperio gaznávida desde 997 hasta su muerte en 1030, siendo el primero en tomar el título de sultán.

## Biografía

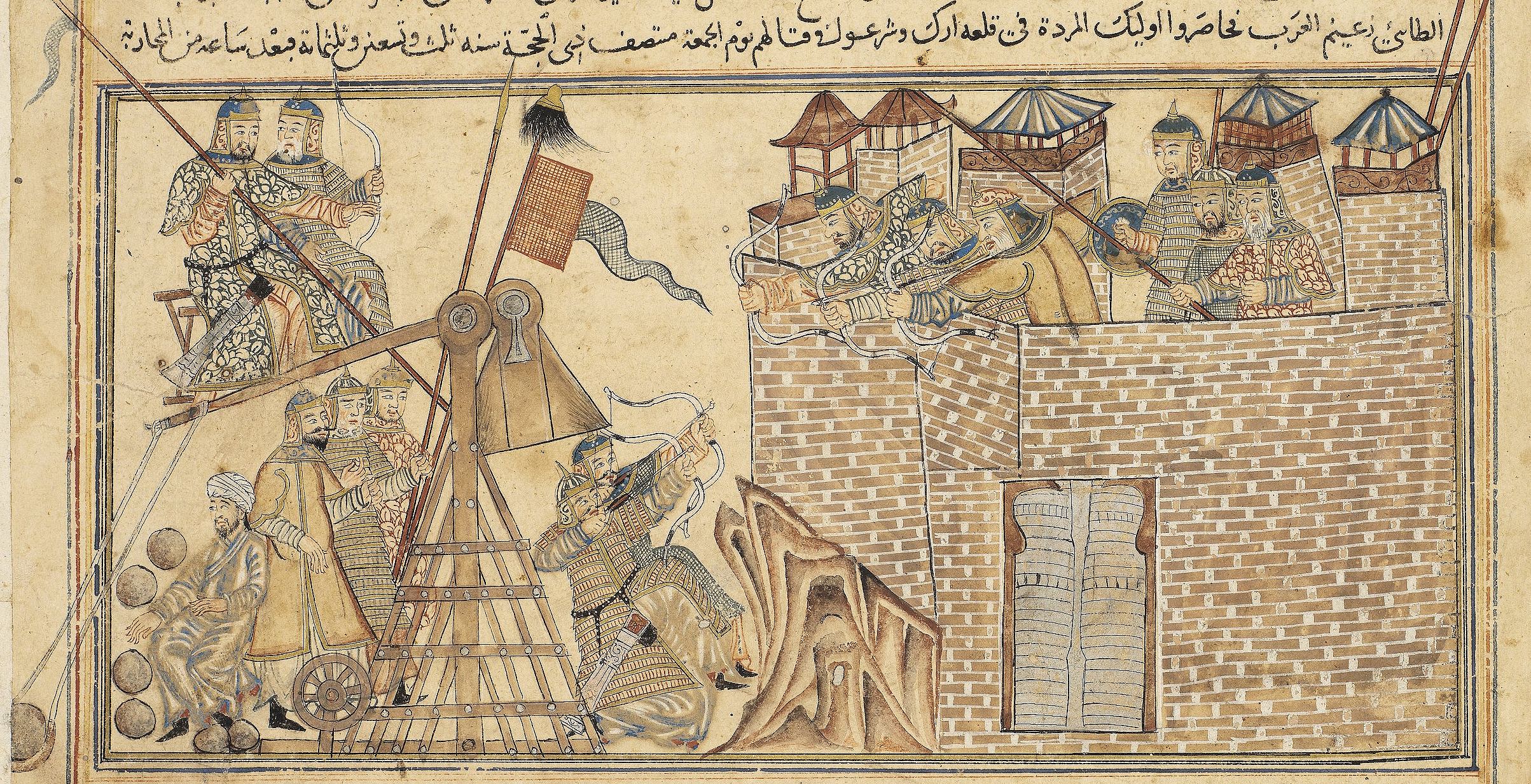
Mahmud de Gazni y su ejército atacando la fortaleza de Zaranj.

Era hijo de Sebuk Tigin, quien dejó como heredero a su hijo menor Ismaíl, pero Mahmud se rebeló y derrocó a su hermano.
Mahmud amplió las conquistas de su padre, haciendo del estado gaznaví el estado musulmán más importante de su época. En el Norte, donde los samánidas habían desaparecido, extendió su poder hasta el río Amu Darya, incluida la región de Corasmia, con la alianza inicial de los qarajánidas, dueños de la Transoxiana, y luego sin ellos, aprovechando sus querellas familiares. En la altiplanicie iraní combatió a los búyidas, conquistando Rayy, y llegando a soñar con liberar al califato abasí de sus tutores chiitas.
Pero fueron sus conquistas en el subcontinente indio las que le hicieron famoso frente a la posteridad, y las que debían tener mayores consecuencias históricas. La conquista no fue fácil, debiendo emprender una campaña tras otra, pero se vieron favorecidas por la división de los estados indios, y por el atractivo de los fabulosos botines de templos. Del 1001 al 1026 dirigió diecisiete invasiones contra la India, sin intención de convertir al Islam a nadie, sino limitándose a arruinar templos, como el de Somnath en 1026, logrando extender su imperio desde Afganistán a la mayor parte de Irán, así como a Pakistán y el noroeste de India. Fue un mecenas del arte y convirtió su capital, Gazni, en un centro cultural capaz de rivalizar con Bagdad, patrocinando a numerosos poetas en lengua persa como Farrojí Sistaní. Sin embargo, su reputación se ha visto ensombrecida por su destrucción de templos hindúes.
Como Mahmud se mostraba tolerante con los que se sometían, se anexionó toda la cuenca del Ganges y del Jammu, hasta Kannauj, así como la costa del Índico hasta Gujarat, en disputa con agentes fatimíes.

## Consecuencias
Comenzaba así la historia de la expansión musulmana en la India, que políticamente debía terminar con los comienzos de los tiempos modernos, y que abarcaría todo el subcontinente indio.